# Kilometer per timme
Kilometer per timme eller kilometer i timmen (km/tim, km/t, internationellt engelska: kilometer per hour, kph, km/h) är en måttenhet för hastighet i metersystemet som använder kilometersträckan som nås per timme som hastighetsangivare. Den används till exempel för att definiera fordons och spårfarkosters hastighet och internationellt är det den vanligaste beteckningen för hastighetsmätare och fartbegränsningar för vägfordon. Enheten kan härledas ur SI-enheterna meter och sekund.
Enheten kilometer per timme har använts i spårbundna fordon åtminstone sedan 1840-talet, bland annat i The Practical Mechanic and Engineer's Magazine.

## Förkortningar
I Internationella måttenhetssystemet förkortas kilometer per timme km/h, km h-1 eller km·h-1. Språkrådet menar att enheten skall förkortas km/tim i normal svensk text och att det bara är motiverat att använda km/h i internationella och strikt tekniska sammanhang. I andra språk skrivs även kmph eller kph.

## Omräkning
Nedan görs jämförelser och omräkning till några andra enheter för hastigheter.
Meter per sekund är de härledda SI-enheterna och brukar i svenskt språk beteckna vindhastigheter i meteorologi. 1 meter per sekund motsvarar 3 600 meter per timme eller 3,6 km/tim.
Miles per hour används av flera länder för att ange fordons och spårfarkosters hastighet, och på vägskyltar för dessa. 1 mile är cirka 1,609 km och då blir 1 mile per hour lika med 1,609 km/tim.
Knop (engelska: knot, knots) är en beteckning för hastighet som traditionellt används inom sjöfarten och som också tagits upp av flyget. 1 knop motsvarar hastigheten 1 distansminut per timme, eller 1,852 km/tim. I dessa sammanhang används knop ofta även om vindhastighet.
| meter per sekund | 1 km/tim | ≈ | 0,27778 m/s |  | 1 m/s | = | 3,6 km/tim     |
| miles per hour   | 1 km/tim | ≈ | 0,62137 mph |  | 1 mph | = | 1,60934 km/tim |
| knop             | 1 km/tim | ≈ | 0,53996 Kn  |  | 1 Kn  | = | 1,852 km/tim   |